# Leitner & Kraus
Leitner & Kraus ist eine deutsche Klarinetten-Manufaktur mit Sitz in Neustadt an der Aisch, Bayern.

## Geschichte
Nach langjähriger beruflicher Tätigkeit in der handwerklichen Herstellung von Klarinetten machten sich der Holzblasinstrumentenbaumeister Josef Leitner und der Holzblasinstrumentenbauer Wolfgang Kraus 1993 selbständig und gründeten in Neustadt an der Aisch eine gemeinsame Firma zur Herstellung handgefertigter Klarinetten. Im Jahr 2001 bezog man neue größere Räumlichkeiten. 
Jochen Leitner und Andreas Kraus, die Söhne der beiden Gründer begannen ebenfalls als Holzblasinstrumentenbaumeister im Betrieb zu arbeiten. Mit Beginn des Jahres 2022 übernahmen sie zu je 50 % die Geschäftsanteile an der GmbH und wurden einzelvertretungsberechtigte Geschäftsführer. Die Senioren schieden aus Gesellschaft und Geschäftsführung aus, arbeiteten aber weiterhin mit.

## Produkte
Gefertigt werden Klarinetten verschiedener Stimmung mit dem deutschen und dem französischen Griffsystem (Oehler-System bzw. Böhm-System) sowie solche mit dem Reform-Böhm-System. Mit deutschem System (Oehler) werden 10 Modelle in B und A, davon ein Wiener Modell mit weiterer Bohrung, drei Modelle in C, und vier in D und hoch-Es angeboten. Der untere Bereich wird durch drei Bassetthörner in F und drei lange Bassklarinetten in B bis Tief-C reichend abgedeckt. Mit französischem System (Böhm) fertigt die Manufaktur vier Modelle in B und A, mit dem Reform-Böhm-System sechs Modelle in B und A, eine Bassettklarinette in B und A und je drei Modelle in C, D und Es, außerdem ein Bassetthorn in F. Die Instrumente werden nur auf Bestellung und aus Grenadillholz hergestellt, auf besonderen Wunsch auch aus Cocobolo.
Für die deutschen Modelle entwickelte die Firma eine neue patentierte a’-b’-Mechanik. Für die B-Klarinette mit deutschem System, Modell 250, erhielt sie 2016 den Deutschen Musikinstrumentenpreis.
Während manche Klarinettenbauer auf die eigene Herstellung von Mundstücken verzichten, widmet Leitner & Kraus diesem wichtigen Teil besondere Aufmerksamkeit und bietet für die richtige Wahl des Mundstücks auf seiner Website einen Konfigurator an. Es gibt Mundstücke für deutsche und für französische Klarinetten, mit unterschiedlichen Bahnlängen und Bahnöffnungen, aus Zelltec, einem Kompositstoff auf Zellulosebasis, und aus „gegossenem Holz“ (linea verde), einem Material, das die Firma selbst entwickelt hat und das durch ein Gebrauchsmuster geschützt ist.
Die Instrumente von Leitner & Kraus werden hauptsächlich in Deutschland abgesetzt. 20 bis 25 % der Produktion verteilt sich auf einige europäische Länder, die USA und China. Seit 2021 ist Leitner und Kraus an der Firma LnK Reeds beteiligt, die synthetische Blätter für Klarinette, Saxophon und Oboe herstellt.